# Harold Gould
Pour les articles homonymes, voir Gould.
Harold Gould est un acteur américain né le 10 décembre 1923 à Schenectady, État de New York (États-Unis), et mort à Woodland Hills (Los Angeles), en Californie, le 11 septembre 2010.
Il a été rendu célèbre par sa prestation dans L'Arnaque, 1973.

## Filmographie
- 1962 : The Couch
- 1962 : Deux sur la balançoire (Two for the Seesaw)
- 1963 : The Yellow Canary (en) de Buzz Kulik : Ponelli
- 1964 : Ready for the People (TV) : Arnie Tomkins
- 1965 : Station 3 ultra secret (The Satan Bug) : Dr Ostrer
- 1965 : Inside Daisy Clover : Cop on Pier
- 1966 : Détective privé (Harper) : shérif Spanner
- 1966 : Sursis pour une nuit (An American Dream) de Robert Gist : Ganucci's Attorney
- 1967 : He & She (en) (série télévisée) : Norman Nugent
- 1967 : Les Envahisseurs (The Invaders), Saison 1 épisode 2 ,  L'Expérience (série télévisée)
- 1967 et 1968 : Les Mystères de l'Ouest (The Wild Wild West), de Michael Garrison (série télévisée)
  - La Nuit de la Constitution (The Night of the Bubbling Death), saison 3 épisode 1, de Irving J. Moore (1967) : Victor Freemantle
  - La Nuit des Cyclopes (The Night of the Avaricious Actuary), saison 4 épisode 11, de Irving J. Moore (1968) : John Taney
- 1968 : Project X (en) : col. Holt
- 1969 : Under the Yum Yum Tree (TV)
- 1969 : L'Arrangement (The Arrangement) : Dr Leibman
- 1970 : The Lawyer : Eric P. Scott
- 1971 : Columbo : Rançon pour un homme mort (Ransom for a Dead Man) (Pilote No2) : agent Carlson
- 1971 : Mrs. Pollifax -- Spy (en) : Nexdhet
- 1971 : A Death of Innocence (TV) : Alexander Weisberg
- 1972 : La Clinique en folie (Where Does It Hurt?) : Dr Zerny
- 1973 : Murdock's Gang (TV) : Dave Ryker
- 1973 : Bachelor-at-Law (TV) : Matthew Brandon
- 1973 : L'Arnaque (The Sting) : Kid Twist
- 1974 : Double Solitaire (TV) : George
- 1974 : Judgement: The Trial of Julius and Ethel Rosenberg (TV)
- 1974 : Spéciale Première (The Front Page) : The Mayor / Herbie / Green Hornet
- 1974 : Rhoda (en) (série télévisée) : Martin Morgenstern (1974-1976, 1977-1978)
- 1974 : Les Rues de San Francisco (série télévisée) - Saison 2, épisode 23 (Death and the Favored Few) : Joseph Francis
- 1975 : L'Homme le plus fort du monde (The Strongest Man in the World) de Vincent McEveety : Dietz
- 1975 : Guerre et Amour (Love and Death) : Anton Inbedkov
- 1975 : Medical Story (TV) : Dr Fredericchi
- 1976 : La Dernière Folie de Mel Brooks (Silent Movie) : Engulf
- 1976 : Le Bus en folie (The Big Bus) : Professor Baxter
- 1976 : Gus : Charles Gwynn
- 1976 : How to Break Up a Happy Divorce (en) (TV) : Mr. Henshaw
- 1977 : The Feather and Father Gang (série télévisée) : Harry Danton
- 1977 : Never Con a Killer (TV) : Harry Danton
- 1977 : Intrigues à la Maison Blanche (Washington: Behind Closed Doors) (feuilleton TV) : Carl Tessler
- 1978 : The One and Only : Hector Moses
- 1978 : Actor (TV) : Sol Wurtzel
- 1979 : Better Late Than Never (TV) : Harry Landers
- 1979 : La Onzième Victime (11th Victim) (TV) : Benny Benito
- 1979 : Aunt Mary (TV) : Dr Hoxley
- 1979 : The Man in the Santa Claus Suit (TV) : Dickie Dayton
- 1980 : Kenny Rogers, le joueur (Kenny Rogers as The Gambler) (TV) : Arthur Stobridge
- 1980 : The Scarlett O'Hara War (TV) : Louis B. Mayer
- 1980 : The Silent Lovers (TV) : Louis B. Mayer
- 1980 : King Crab (TV) : Mr. Campana
- 1980 : Comme au bon vieux temps (Seems Like Old Times) de Jay Sandrich : Juge John Channing
- 1981 : Park Place (série télévisée) : David Ross
- 1981 : Born to Be Sold (TV) : Robert Westfield
- 1982 : Dreamchasers : Telford 'Kelly' Stampley
- 1982 : Help Wanted: Male (TV) : Eliot Bingham
- 1983 : Foot in the Door (série télévisée) : Jonah Foot
- 1983 : The Skin of Our Teeth (TV) : Mr. Antrobus
- 1983 : Kenny Rogers as The Gambler: The Adventure Continues (TV) : Stowbridge
- 1984 : The Red-Light Sting (en) (TV)
- 1985 : The Fourth Wise Man (pt) (TV) : Rabbi
- 1984 : Spencer (série télévisée) : Ben Sprague (1985)
- 1986 : Mrs. Delafield Wants to Marry (TV) : Dr Marvin Elias
- 1986 : Playing for Keeps : Rockerfeller
- 1988 : I Never Sang for My Father (TV) : Tom Garrison
- 1989 : Get Smart, Again! (TV) : Nicholas Dimente
- 1989 : Romero, le sang de l'archevêque (Romero) : Francisco Galedo
- 1990 : Singer & Sons (série télévisée) : Nathan Singer
- 1991 : Birch Street Gym
- 1991 : The Sunset Gang (TV) : Velvil Finkelstein (segment Yiddish)
- 1995 : Flesh Suitcase
- 1996 : Lover's Knot : Alan Smithee
- 1996 : The Writing on the Wall (TV)
- 1996 : Killer, journal d'un assassin (Killer: A Journal of Murder) : Old Henry Lesser
- 1996 : Au-delà des maux (For Hope) (TV) : David 'Dave' Altman
- 1997 : Un nouveau départ pour la Coccinelle (The Love Bug) (TV)
- 1998 : Brown's Requiem (en) : Solly K
- 1998 : Le Géant et moi (My Giant) : Milt Kaminski
- 1998 : Beloved : Barber Shop Man #4
- 1998 : Docteur Patch (Patch Adams) : Arthur Mendelson
- 1999 : Stuart Little : Grandpa Spencer Little
- 2001 : Dying On the Edge
- 2002 : Le Maître du déguisement (The Master of Disguise) : Grandfather Disguisey
- 2003 : Loyalties : Smitty
- 2003 : Freaky Friday : Dans la peau de ma mère (Freaky Friday), de Mark Waters : Grandpa
- 2003 : Frère des ours (Brother Bear) : Old Denahi (voix)
- 2004 : Nobody's Perfect
- 2005 : English as a Second Language : Wayne